# Europejska Federacja Humanistyczna

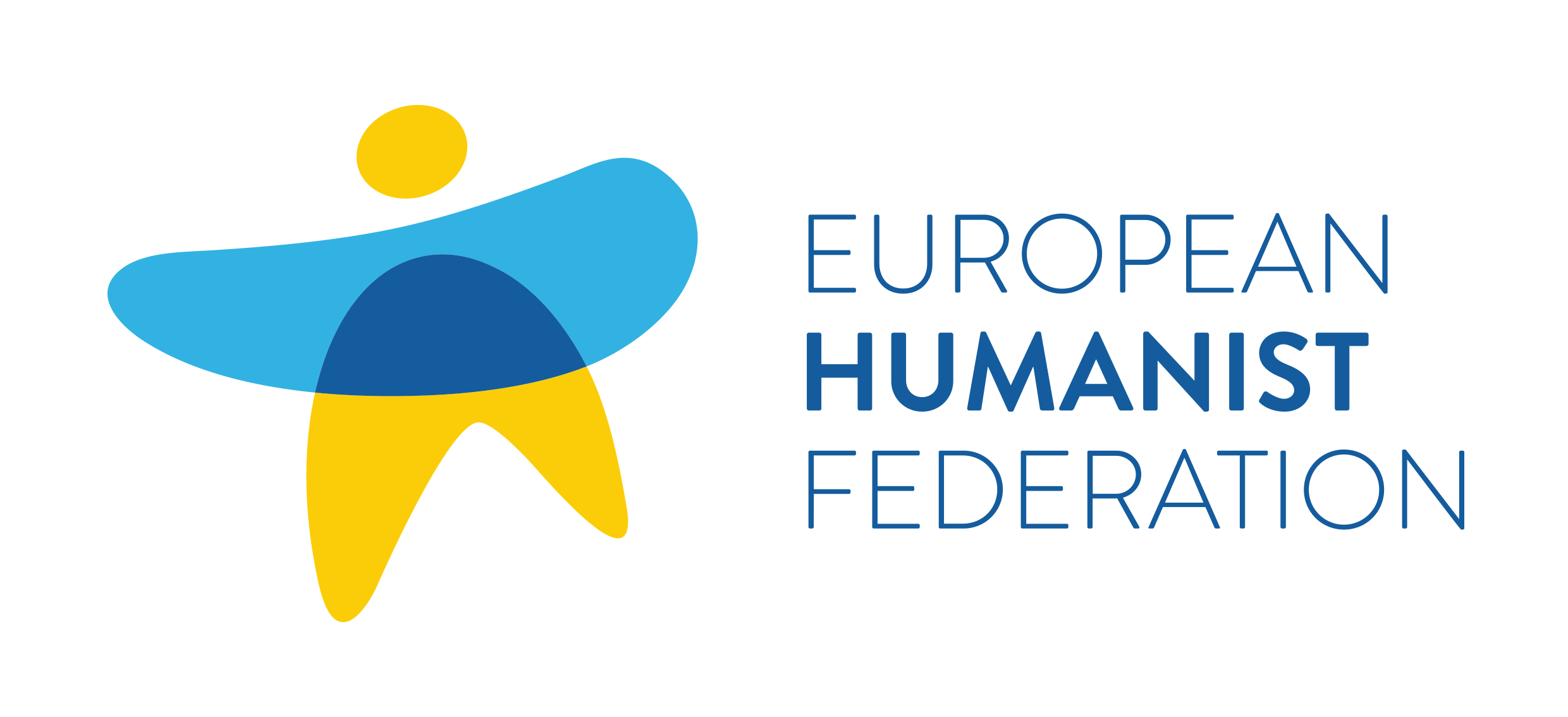
Logo EHF

Europejska Federacja Humanistyczna (ang. European Humanist Federation, EHF) – międzynarodowe stowarzyszenie, które zrzesza organizacje humanistyczne, laickie oraz wolnomyślicielskie z Europy. EHF ma siedzibę w Brukseli. Przewodniczącym EHF jest politolog, socjolog i filozof Pierre Galand. Stowarzyszenie zostało założone w 1991 roku w Brukseli.
Polska Federacja Humanistyczna współpracuje z EHF.

## Cele
Stowarzyszenie ma na celu reprezentować interesy swoich członków na poziomie europejskim, między innymi poprzez udział w polityce Unii Europejskiej. Do głównych zadań należy działalność na rzecz wartości humanistycznych, rozdziału Kościoła od państwa, praw człowieka, a także przeciwko dyskryminacji ludzi niewierzących.